# Brunkindad skogssångare
Brunkindad skogssångare (Setophaga tigrina) är en nordamerikansk fågel i familjen skogssångare inom ordningen tättingar. Vid några få tillfällen har den påträffats i Europa, bland annat i Norge. IUCN kategoriserar den som livskraftig.

## Utseende och läte
Brunkindad skogssångare är en medelstor skogssångare med en kroppslängd på tolv till 14 centimeter. I häckningsdräkt har hanen brun rygg, gulaktig övergump och mörkbrun hjässa. Undersidan är svartstreckat gul, vilket givit den sitt vetenskapliga artnamn tigrina.
Strupe och nacke är starkt gula, ansiktet kastanjefärgat och genom ögat syns ett svart ögonstreck. Den har även ett smalt vitt vingband. I andra dräkter är den mer utvattnad utan den kraftiga huvudteckningen. Karakteristiskt är dock den gula övergumpen och det vita vingbandet.

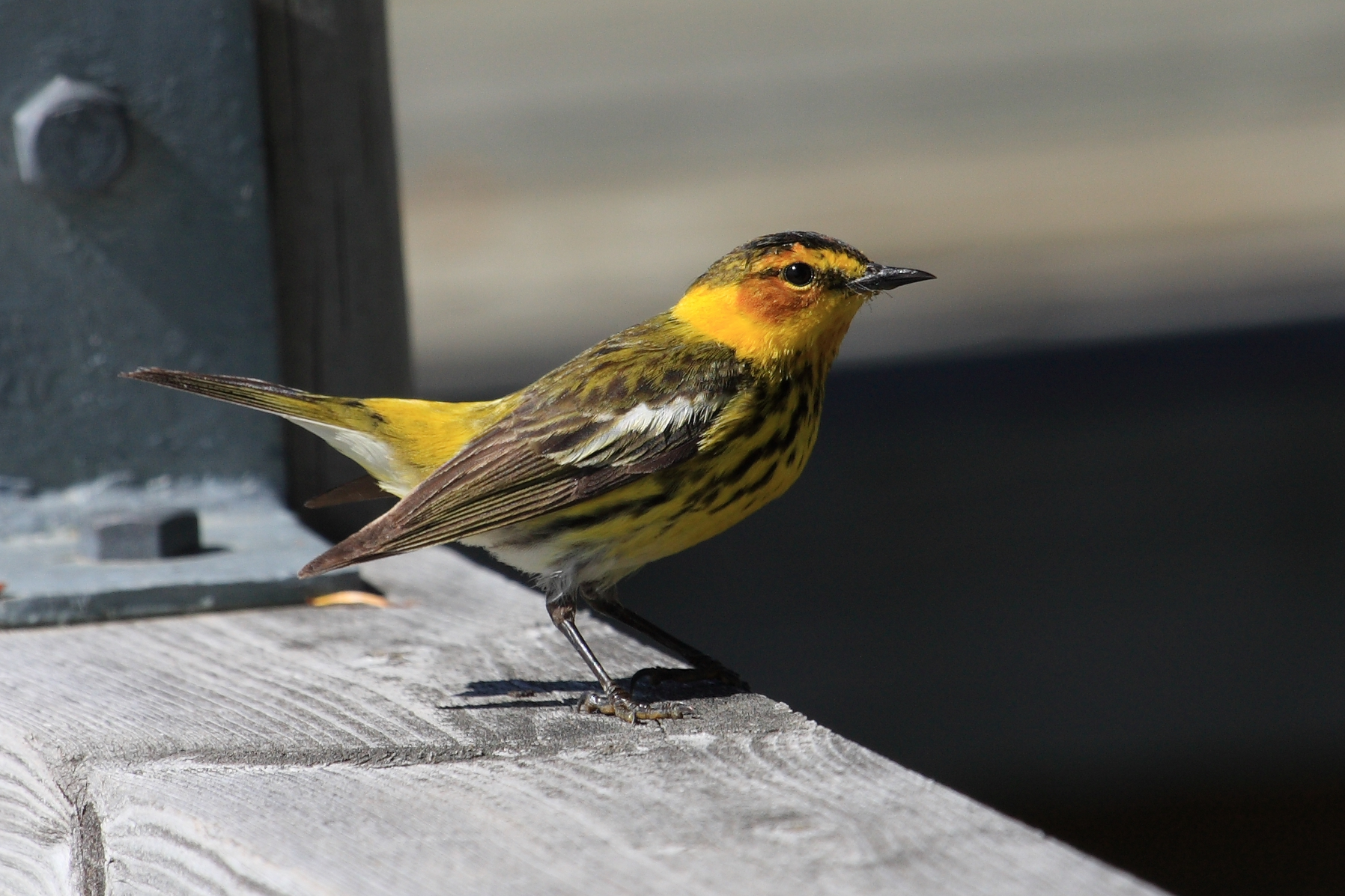
Hane i häckningsdräkt.
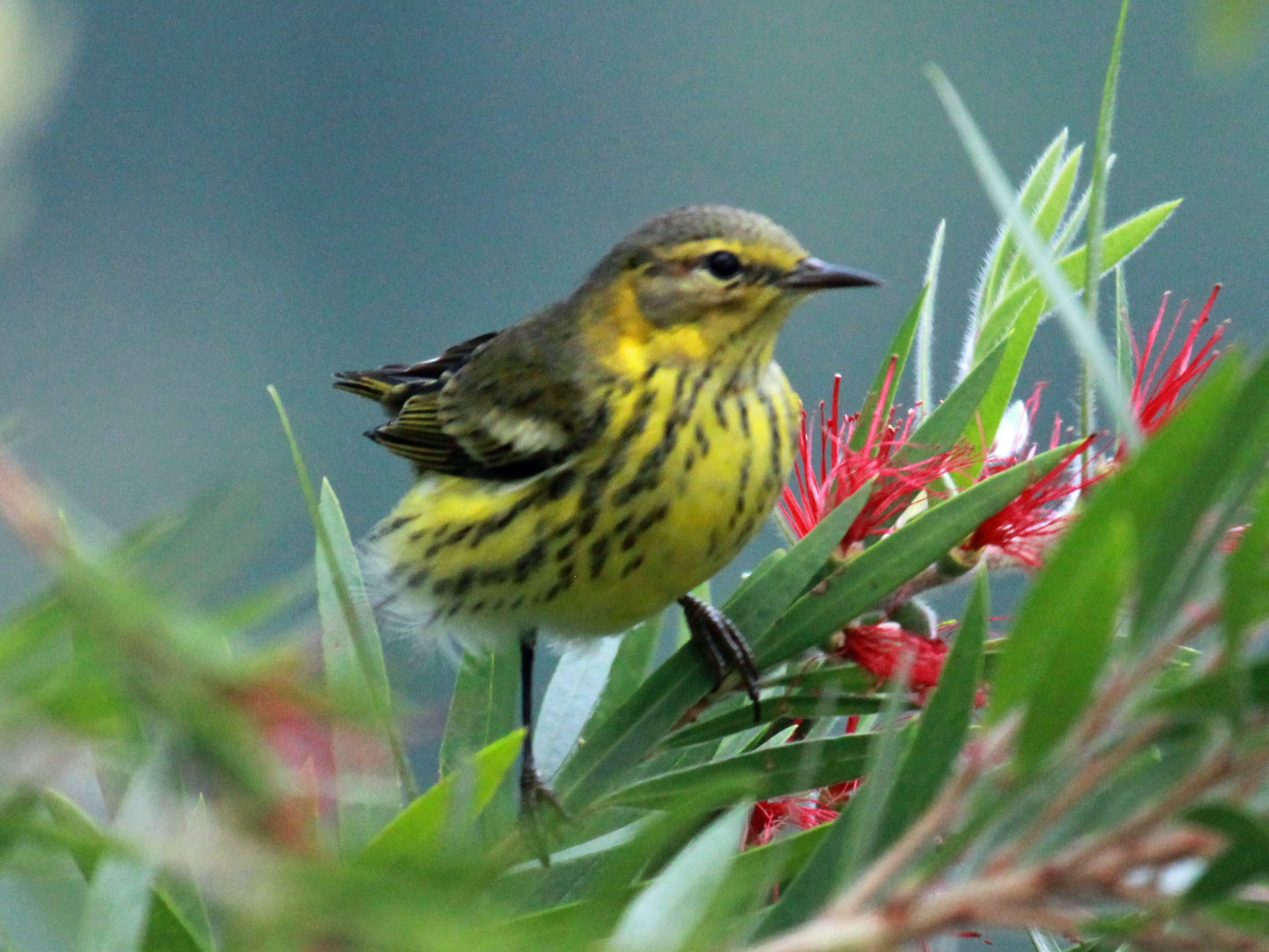
Hona.

Lätet är ett tunt sip och sången som yttras från en hög sittplats är en enkel serie med höga toner.

## Utbredning och systematik
Arten häckar i Kanada och nordöstra USA och övervintrar huvudsakligen i Västindien. Den behandlas som monotypisk, det vill säga att den inte delas in i några underarter.
Fågeln är en mycket sällsynt gäst i Europa, med endast elva fynd: fem fynd på Azorerna, två i Skottland (1977 i Clyde och 23 oktober 2013 i Shetlandsöarna), ett i England (Scillyöarna 10 november 2023), ett i Norge (Utsira 23 september 2020), ett på Island (Eyrarbakki 25 september 2021) och ett i Irland (Achill 29 september 2023).

### Släktestillhörighet
Tidigare placerades den tillsammans med ett stort antal andra arter i släktet Dendroica. DNA-studier visar dock att rödstjärtad skogssångare (Setophaga ruticilla) är en del av denna grupp. Eftersom Setophaga har prioritet före Dendroica inkluderas numera alla Dendroica-arter i Setophaga.

## Levnadssätt
Brunkindad skogssångare är insektsätare och lägger större kullar år med utbrott av vecklarsläktet Choristoneura. Den plockar insekter från trädgrenar eller gör utfall likt en flugsnappare. Vintertid lever den också av bärsaft och nektar, och har unikt för skogssångare en tubformad tunga för detta syfte.
Arten häckar i barrskogar, högt upp intill stammen av ett träd, vanligtvis en svartgran (Picea mariana). I det skålformade boet lägger den fyra till nio ägg, den största kullen bland skogssångarna.

## Status och hot
Internationella naturvårdsuionen IUCN kategoriserar arten som livskraftig (LC) på basis av ett stort utbredningsområde och en stor population. Enligt data från North American Breeding Bird Survey har den minskat med 1 % årligen mellan 1970 och 2017. De senaste tio åren verkar den dock ha ökat i antal, med 33 %. Världspopulationen uppskattas till sju miljoner häckande individer, varav 98 % i Kanada.